# 贾恩卡洛·克罗斯塔
贾恩卡洛·克罗斯塔（義大利語：Giancarlo Crosta，1934年8月7日—2024年9月23日），意大利男子赛艇运动员。他曾代表意大利参加1960年夏季奥林匹克运动会赛艇比赛，获得男子四人单桨银牌。